# Piercia suavata
Piercia suavata là một loài bướm đêm trong họ Geometridae.